# Arquitecto estrella
Arquitecto estrella o Starchitect es un concepto (y también un acrónimo en inglés) utilizado para describir arquitectos cuya celebridad y elogios de la crítica los han transformado en ídolos del mundo de la arquitectura e incluso pueden haberles dado cierto grado de fama entre el público en general. El estatus de celebridad generalmente se asocia con la novedad vanguardista. Los inversores inmobiliarios de todo el mundo han demostrado estar ansiosos por inscribir a los "mejores talentos" (es decir, arquitectos estrella) con la esperanza de convencer a municipios reacios a aprobar grandes desarrollos en infraestructura, para obtener financiamiento o aumentar el valor de sus edificios. Una característica clave es que la arquitectura estelar es casi siempre "icónica" y muy visible dentro del sitio o contexto. Como el estatus depende de la visibilidad actual en los medios, el desvanecimiento del estatus en los medios implica que los arquitectos pierden el estatus de "arquitectos estrella" y en consecuencia, se puede elaborar una lista de "antiguos arquitectos estrella".

## El efecto Bilbao
Con frecuencia, los edificios se consideran oportunidades de ganancias, por lo que la creación de "escasez" o un cierto grado de singularidad otorga más valor a la inversión. El equilibrio entre funcionalidad y vanguardia ha influido en muchos promotores inmobiliarios. Por ejemplo, el arquitecto y desarrollador John Portman descubrió que la construcción de hoteles rascacielos con amplios atrios, (en varias ciudades de EE. UU. durante la década de 1980) hizo que fuese más rentable este tipo de construcción, que maximizar la superficie construida.
Sin embargo, fue el surgimiento de la arquitectura posmoderna a fines de la década de 1970 y principios de la de 1980 lo que dio lugar a la idea de que el estatus de estrella en la profesión arquitectónica se trataba de un vanguardismo vinculado a la cultura popular, lo cual, argumentaron críticos posmodernos como Charles Jencks, había sido ridiculizado por los guardianes de una arquitectura modernista. En respuesta, Jencks abogó por la "doble codificación"; es decir, que el público en general podría entender y disfrutar el posmodernismo y sin embargo, obtener la "aprobación crítica". Los arquitectos estrella de ese período, a menudo construyeron poco o sus obras más conocidas fueron "arquitectura de papel": esquemas no construidos o incluso imposibles de construir, pero conocidos a través de reproducciones frecuentes en revistas de arquitectura, como el trabajo de Léon Krier, Michael Graves, Aldo Rossi, Robert A. M. Stern, Hans Hollein y James Stirling. A medida que el posmodernismo entró en declive, sus credenciales vanguardistas sufrieron debido a sus asociaciones con la lengua vernácula y el tradicionalismo, finalmente con ello, la celebridad volvió al vanguardismo modernista.
Pero una corriente de modernismo de alta tecnología (High-tech) persistió en paralelo con un posmodernismo formalmente regresivo; uno que a menudo defendía el "progreso" celebrando, si no exponiendo, la ingeniería de estructuras y sistemas. Tal virtuosismo tecnológico se puede descubrir durante este tiempo en el trabajo de Norman Foster, Renzo Piano y Richard Rogers, los dos últimos que diseñaron el controvertido Centro Pompidou (1977) en París, que se abrió a la aclamación internacional. Lo que esta llamada arquitectura de alta tecnología mostró fue que una estética industrial, una arquitectura caracterizada tanto por la aspereza urbana como por la eficiencia de la ingeniería, tenía un atractivo popular. Esto también fue algo evidente en la llamada arquitectura deconstruccionista, como el empleo de cercas de tela metálica, madera contrachapada en bruto y otros materiales industriales en diseños para arquitectura residencial y comercial. Podría decirse que el practicante más notable en este sentido, al menos en la década de 1970, es el arquitecto de renombre internacional Frank Gehry, cuya casa en Santa Mónica, California, tiene estas características.

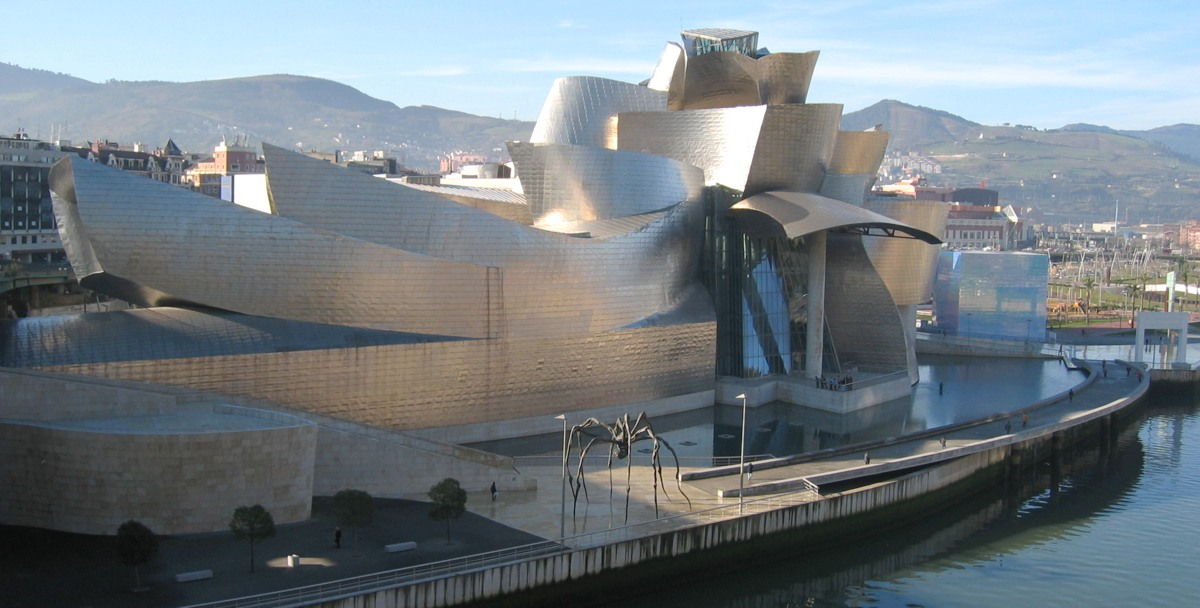
El Museo Guggenheim Bilbao de Frank Gehry, junto al río Nervión, Bilbao

Con el repunte de la generación urbana de principios del siglo XX, los economistas pronosticaron que la globalización y los poderes de las corporaciones multinacionales cambiarían el equilibrio de poder lejos de los estados nacionales hacia las grandes ciudades, que luego competirían con las ciudades vecinas y con ciudades en otros lugares con industrias modernas lucrativas, dado al incremento de estas ciudades en las principales zonas de Europa Occidental y EE. UU. que no poseían núcleos de manufactura. Así, las ciudades se dedican a “reinventarse”, primando el valor que otorga la cultura. Los municipios y las organizaciones sin fines de lucro esperan que el uso de Starchitects impulse la movilidad social y los ingresos turísticos a sus nuevas instalaciones.
Con el éxito de público atraído y también las críticas del Museo Guggenheim de Bilbao, España, de Frank Gehry, en el que una zona degradada de una ciudad en declive económico trajo un gran crecimiento económico y prestigio, los medios empezaron a hablar del llamado "Efecto Bilbao"; se pensaba que un arquitecto estrella que diseñaba un edificio de prestigio, marcaba la diferencia en la producción de un hito para la ciudad. Ejemplos similares son el Imperial War Museum North (2002), Gran Mánchester, Reino Unido, de Daniel Libeskind, el Kiasma Museum of Contemporary Art, Helsinki, Finlandia, de Steven Holl, y la Biblioteca Central de Seattle (2004), estado de Washington, Estados Unidos, por OMA.
El origen de la frase "arquitectura de factor sorpresa" (wow factor architecture) es incierto, pero se ha utilizado ampliamente en la gestión empresarial tanto en el Reino Unido como en los Estados Unidos para promover edificios de vanguardia dentro de la regeneración urbana desde finales de la década de 1990. Incluso ha adquirido un aspecto más científico, con inversiones disponibles para estudiar la importancia del factor en el Reino Unido.
En una investigación realizada en la Universidad de Sussex, Reino Unido, en 2000, se pidió a las partes interesadas que consideraran el "efecto sobre la mente y los sentidos" de los nuevos desarrollos. En un intento de producir una "puntuación de deleite" para un edificio determinado, se alentó a los arquitectos, clientes y usuarios previstos del edificio a preguntar:"¿Qué piensan los transeúntes del edificio?" , "¿Proporciona un punto focal para la comunidad?". Para responder a esto, se generó el Indicador de Calidad de Diseño, producido por el Consejo de la Industria de la Construcción del Reino Unido, por lo que se alentará a los organismos que encargan nuevos edificios a considerar si el edificio planificado tiene "factor sorpresa" además de las preocupaciones más tradicionales de función y costo.
El "factor wow" o "Factor sorpresa" también ha sido retomado por críticos de arquitectura españoles como los críticos de arquitectura del New York Times Herbert Mushamp y Nicolai Ouroussof, en sus argumentos de que la ciudad necesita ser remodelada "radicalmente" por nuevas torres. Hablando sobre el nuevo rascacielos del arquitecto estrella español Santiago Calatrava en 80 South Street cerca del pie del puente de Brooklyn, Ouroussof menciona cómo los apartamentos de Calatrava se conciben como refugios urbanos autónomos, objetos de prestigio de US$ 30,000,000 para las élites globales : "Si difieren en espíritu de las mansiones Vanderbilt del pasado, es solo que prometen ser más conspicuas. Son paraísos para los estetas.” 

## Reseña histórica del estatus

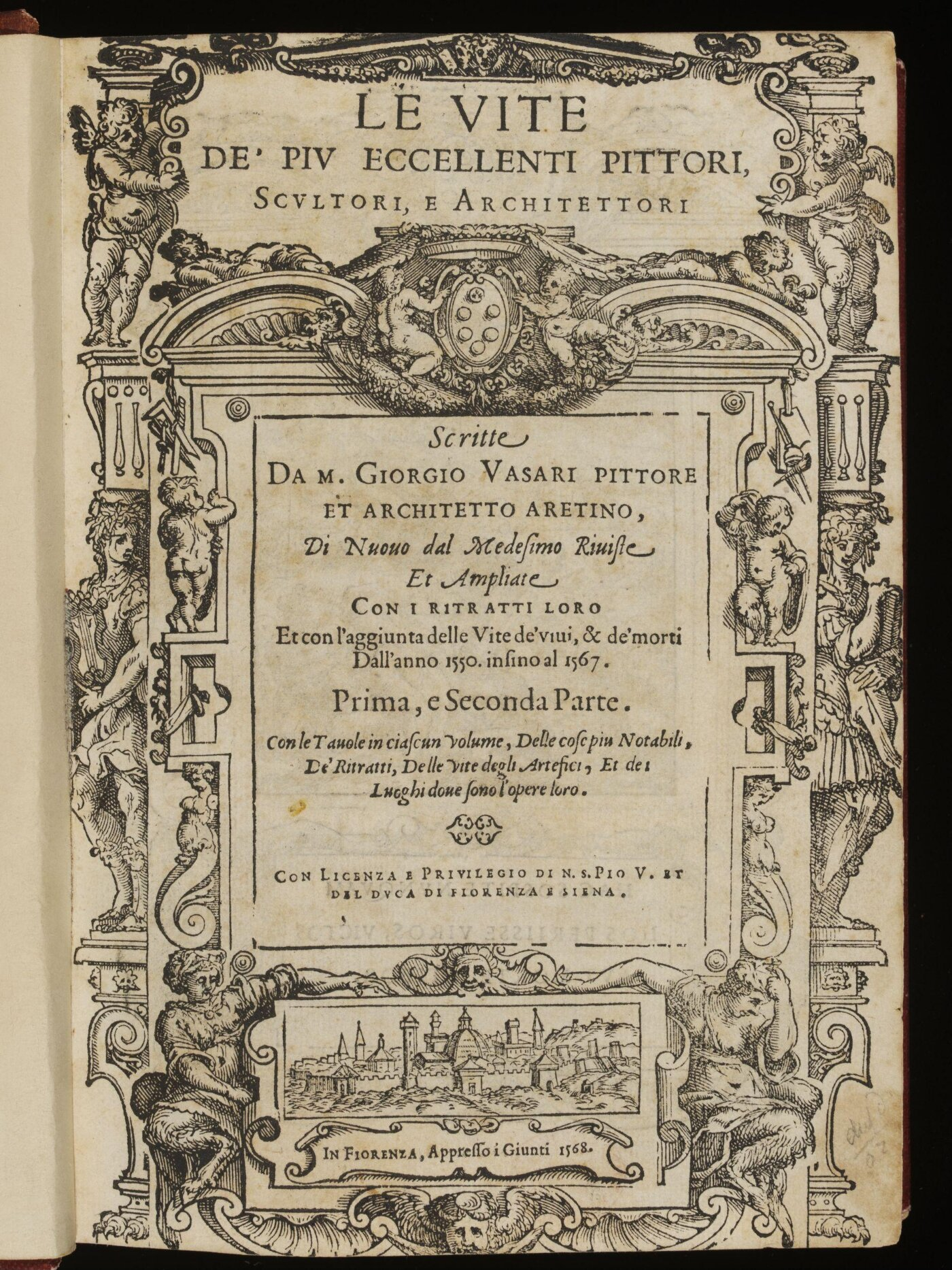
Portada de la edición de 1568 de Le Vite

La noción de otorgar estatus de celebridad a los arquitectos no es nueva, pero está contenida dentro de la tendencia general, desde el Renacimiento en adelante, se otorgó estatus a los artistas. Hasta la era moderna, los artistas en la civilización occidental generalmente trabajaban bajo un mecenas, generalmente la Iglesia o los gobernantes del estado, y su reputación podía convertirse en mercancía, de modo que sus servicios podían ser comprados por diferentes mecenas.
Uno de los primeros registros del estatus de celebridad es la monografía del artista y arquitecto Giorgio Vasari Le vite de 'più eccellenti pittori, scultori e architettori (en español, Vidas de los más excelentes pintores, escultores y arquitectos), publicada por primera vez en 1550, registrando el Renacimiento italiano en el momento de su florecimiento. Vasari, él mismo bajo el patrocinio del Gran Duque Cosimo I de' Medici, incluso favoreció a los arquitectos de la ciudad donde residía, Florencia, atribuyéndoles innovación, sin mencionar apenas otras ciudades o lugares más lejanos. La importancia del libro de Vasari residía en la capacidad de consolidar la reputación y el estatus sin que la gente tuviera que ver las obras descritas. Por lo tanto, el desarrollo de los medios ha sido igualmente de importancia central para la celebridad arquitectónica como para otros ámbitos de la vida.
Si bien el estatus que surge del patrocinio de la Iglesia y el Estado continuó con el ascenso de la Ilustración y el capitalismo (por ejemplo, la posición del arquitecto Christopher Wren en el patrocinio de la Corona británica, la Ciudad de Londres, la Iglesia de Inglaterra y la Universidad de Oxford durante el siglo XVII), hubo una expansión en los servicios artísticos y arquitectónicos disponibles, cada uno compitiendo por encargos con el crecimiento de la industria y las clases medias. No obstante, los arquitectos permanecieron esencialmente sirvientes de sus clientes: mientras que el romanticismo y el modernismo en las demás artes fomentaban el individualismo, el progreso en arquitectura se orientó principalmente a mejoras en el rendimiento de los edificios (estándares de confort), la ingeniería y el desarrollo de nuevas tipologías de edificios (por ejemplo, fábricas, estaciones de tren y más tarde aeropuertos) y benevolencia pública (los problemas de urbanización, vivienda pública, hacinamiento, etc.), pero permitiendo que algunos arquitectos se preocupen por la arquitectura como un arte autónomo (como sucediño con el Art Nouveau y el Art Deco ). La arquitectura moderna, en particular la escuela de la Bauhaus, generó teoría y escuela sobre cómo la arquitectura, el diseño y la producción industrial debe centrarse en el desarrollo social.
Dicha publicidad también llegó a la prensa popular: en la era de la posguerra, la revista Time ocasionalmente presentaba arquitectos en su portada, por ejemplo, además de Le Corbusier, a Eero Saarinen, Frank Lloyd Wright y también a Ludwig Mies van der Rohe. En tiempos más recientes, la revista Time también ha presentado a Philip Johnson, Peter Eisenman, Rem Koolhaas y Zaha Hadid.
Eero Saarinen es un caso particularmente interesante porque se especializó en la construcción de sedes para prestigiosas empresas estadounidenses. Empresas, como General Motors, CBS e IBM, y estas empresas utilizaron la arquitectura para promover sus imágenes corporativas: por ejemplo, durante la década de 1950, General Motors solía fotografiar sus nuevos modelos de automóviles frente a su sede en Míchigan.
Las corporaciones han seguido entendiendo el valor de contratar a arquitectos estrella para diseñar sus edificios clave. Por ejemplo, la empresa manufacturera Vitra es bien conocida por las obras de notables arquitectos que conforman sus instalaciones en Weil am Rhein, Alemania; incluidos Zaha Hadid, Tadao Ando, SANAA, Herzog & de Meuron, Álvaro Siza, Frank Gehry, entre otros; al igual que la casa de moda Prada por encargar a Rem Koolhaas el diseño de sus tiendas insignia en Nueva York y Los Ángeles. Sin embargo, a lo largo de la historia, el mayor prestigio ha venido con el diseño de edificios públicos: teatros de ópera, bibliotecas, ayuntamientos y especialmente museos, a menudo denominados las "nuevas catedrales" de nuestro tiempo.

## Medición del estatus
La objetividad en la cuestión del estatus parece cuestionable. Sin embargo, los investigadores de la Universidad de Clarkson han utilizado el método de las visitas de Google (Google hits) para "medir" el grado de estatus de celebridad: "para establecer una definición matemática precisa de la fama, tanto en las ciencias como en el mundo en general".

## Premios y consolidación de la reputación
Aunque hay pocos arquitectos bien conocidos por el público en general, los "arquitectos estrella" son tenidos en la más alta estima por sus colegas y por los medios profesionales. Tal estatus está marcado no solo por encargos prestigiosos sino también por variados premio; por ejemplo la Medalla de Oro del AIA o el Premio Pritzker. Este último otorgado desde 1979, que intenta aumentar su prestigio destacando que sus procedimientos evaluativos, se inspiran en los mismos que los del Premio Nobel. 
En su libro de 1979 La arquitectura y su interpretación, Juan Pablo Bonta presentó una teoría sobre cómo los edificios y los arquitectos alcanzan el estatus canónico. Argumentó que un edificio y su arquitecto alcanzan un estatus icónico o canónico después de un período en el que varios críticos e historiadores construyen una interpretación que luego se vuelve incuestionable durante un período significativo. Si el texto en sí recibe el estatus de canónico, entonces se respalda aún más el estatus del arquitecto. Por ejemplo, en la primera edición del libro Space Time and Architecture (1949) de Siegfried Giedion, no se menciona en absoluto al arquitecto finlandés Alvar Aalto . En la segunda edición recibió más atención que ningún otro arquitecto, incluido Le Corbusier, que hasta entonces había sido entendido como el arquitecto modernista más importante.

## Renombres
Sin embargo, existe una diferencia entre el estado canónico y el "arquitecto estrella": como parte del aspecto "factor sorpresa" del término depende de la visibilidad actual de los medios, se usa solo para describir a los arquitectos en ejercicio, tales como:

### Arquitectos estrella contemporáneos
1. Frank Gehry
2. Santiago Calatrava
3. Álvaro Siza
4. Massimiliano Fuksas
5. Kazuyo Sejima y Ryue Nishizawa (SANAA)
6. Sou Fujimoto
7. David Childs (Skidmore, Owings & Merrill)
8. Tadao Ando
9. Norman Foster
10. Jeanne Gang
11. Nicholas Grimshaw
12. Steven Holl
13. Toyo Ito
14. Rem Koolhaas
15. Daniel Libeskind
16. Greg Lynn
17. Winy Maas (MVRDV)
18. Thom Mayne (Morphosis)
19. Richard Meier
20. Herzog & de Meuron
21. João Luís Carrilho da Graça
22. Rafael Moneo
23. Jean Nouvel
24. Renzo Piano
25. Eduardo Souto de Moura
26. William Pedersen (Kohn Pedersen Fox)
27. Christian de Portzamparc
28. Joshua Prince-Ramus (REX)
29. Wolf D. Prix (Coop Himmelb(l)au)
30. Robert Stern
31. Richard Rogers
32. Ben van Berkel (UNStudio)
33. Bernard Tschumi
34. Rafael Viñoly
35. Peter Zumthor
36. Bjarke Ingels (BIG)
37. Kjetil Trædal Thorsen (Snøhetta)

### Arquitectos estrella del pasado
1. Josef Hoffmann
2. Mimar Sinan[23]
3. Le Corbusier
4. Antoni Gaudí
5. Lluís Domènech i Montaner
6. Mario Botta
7. Peter Eisenman
8. Michael Graves
9. Muzharul Islam
10. Philip Johnson
11. Ludwig Mies van der Rohe
12. Oscar Niemeyer
13. I. M. Pei
14. Kevin Roche
15. Eero Saarinen
16. Robert Venturi
17. Denise Scott Brown
18. Frank Lloyd Wright
19. Zaha Hadid
20. Gae Aulenti
21. Charles Gwathmey
22. César Pelli (Pelli Clarke Pelli)
23. Helmut Jahn

### Ingenieros estrella del pasado
1. Gustave Eiffel
2. John Lucian Savage
3. Frei Otto

### Polimatasestrella del pasado
1. Imhotep
2. Leonardo da Vinci
3. Giorgio Vasari
4. Christopher Wren